# Ellen Ripley
Ellen Ripley is een personage en de voornaamste protagonist uit de Alien-filmfranchise. Ze wordt gespeeld door actrice Sigourney Weaver. Ze komt in alle vier de primaire films uit de franchise voor.
Ripley wordt vaak gezien als een van de personages die sterk heeft bijgedragen aan het veranderen van geslachtsrollen in met name het sciencefictiongenre. Zo omschreef Entertainment Weekly haar als “een van de eerste vrouwelijke filmpersonages van wie het karakter niet wordt bepaald door de mannen om haar heen, of een relatie met een van hen”. Ze staat tevens achtste in de lijst van 50 meest memorabele filmhelden van American Film Institute.

## Rollen in de films

### Alien
Ripley maakt haar debuut in de film Alien, waarin ze een van de bemanningsleden is aan boord van het het schip Nostromo. In de film wordt onthuld dat ze in 2092 is geboren in Olympia, Luna. Ze heeft volgens haar biografie ook een dochter genaamd Amanda Ripley McClaren, maar die verschijnt in de film niet in beeld. Ze werkt voor de Weyland-Yutani-corporatie.
In de film wordt ze samen met haar mede-bemanningsleden ontwaakt uit hyperslaap wanneer de computer van het schip een vreemd signaal oppikt van de planetoïde LV-426. Na de landing op deze planetoïde dringt een Alien het schip binnen.
In de rest van de film krijgt Ripley te maken met deze monsterlijke alien, die een voor een alle bemanningsleden doodt tot enkel Ripley zelf nog over is. In een poging het beest te vernietigen activeert Ripley de zelfvernietiging van het schip, en vlucht ze weg in een kleine shuttle. De alien lift echter ook met deze shuttle mee. Ripley slaagt erin om het beest uit de luchtsluis te duwen, en verbrandt het vervolgens door de motoren van de shuttle te starten. Daarna zet ze de shuttle op automatische piloot en gaat ze weer in hyperslaap.

### Aliens
In Aliens is het 57 jaar later. Ripley wordt gevonden in de shuttle en ontwaakt uit haar hyperslaap. Ze ontdekt dat haar dochter, Amanda, reeds is overleden en dat LV-426 nu is gekoloniseerd. Ze wordt naar de aarde gebracht om verslag te doen van de ondergang van de Nostromo, maar haar verhaal wordt niet geloofd.
Wanneer de kolonie op LV-426 slachtoffer wordt van meer Aliens zoals het wezen dat Ripley in de eerste film tegenkwam, krijgt Ripley de rang van luitenant en gaat, zij het met tegenzin, mee met de mariniers die de Aliens moeten stoppen. Op de planeet wordt ze weer geconfronteerd met de beesten, en hun koningin. Wederom doden de Aliens iedereen om Ripley heen, tot alleen zij, korporaal Hicks, de androïde Bishop en een meisje genaamd Newt nog over zijn. Samen kunnen ze van de planetoïde ontkomen.

### Alien 3
In Alien 3 stort de shuttle met Ripley, Newt en Hicks aan boord neer op een gevangenisplaneet genaamd Fiorina 161. Hier krijgt Ripley wederom te maken met een Alien. Bovendien ontdekt ze tot haar schok dat ze zelf drager is geworden van het embryo van een nieuwe Alien-koningin. Ripley leidt een opstand van gevangenen tegen de nieuwe Alien.
Aan het eind van de film pleegt ze zelfmoord door in een oven te springen om zo het embryo in haar te doden voor een nieuwe Alienkoningin kan worden geboren.

### Alien Resurrection
In de vierde film zijn 200 jaar verstreken sinds de derde film. Met behulp van bloedmonsters wordt een kloon gemaakt van Ripley in de hoop zo een nieuw Alienembryo te verkrijgen. De Ripleykloon bevat inderdaad een alienembryo, dat al snel uit haar lichaam wordt gehaald. Zelf blijkt ze door het kloonproces nu deels over Alien DNA te beschikken, wat haar enkele bovenmenselijke vaardigheden geeft zoals enorme kracht, uithoudingsvermogen, zintuigen en de mogelijkheid om met de aliens te communiceren. De kloon is tevens een stuk gewelddadiger dan de originele Ripley.
De kloon overleeft het einde van de film. Wat er nadien met haar gebeurt is niet bekend.

## Ripley in andere media
Ripleys leven en carrière zijn sterk uitgewerkt in de verschillende spin-offs van de originele Alien-film, zoals stripboeken en romans. De meeste negeren haar dood in de derde film, en tonen hoe het haar zou zijn vergaan als ze na de tweede film de aarde had bereikt.
De Ripleykloon uit de vierde film speelt een prominente rol in de strip Aliens versus Predator versus The Terminator van Dark Horse Comics.
Hoewel Sigourney Weaver wel interesse had om in toekomstige Alien-films de rol van Ripley opnieuw te vertolken, is dit tot op heden niet gebeurd. Na de vierde Alien-film verschenen wel de cross-over films Alien vs. Predator en Aliens vs. Predator: Requiem, maar deze spelen zich chronologisch af in de 20e eeuw, voorafgaand aan de gebeurtenissen uit Alien.
Een testdummy aan boord van de eerste Crew Dragon (vlucht SpX-DM1) op 2 maart 2019 is Ripley gedoopt naar Ellen Ripley.